# Jehan Mayoux
Jehan Mayoux né le 25 novembre 1904 à Cherves-Châtelars et mort à Ussel le 14 juillet 1975, est un poète, enseignant, militant pacifiste, antimilitariste et libertaire.

## Biographie
Il est de le fils de Marie Mayoux et de François Mayoux, enseignants et syndicalistes très engagés dans le militantisme, emprisonnés pendant la Première Guerre mondiale pour leurs actions pacifistes.
Instituteur antimilitariste et libertaire, Mayoux entre en contact avec les surréalistes au début de l'année 1933, envoyant à André Breton et Paul Éluard un « jeu surréaliste » qui sera publié dans la revue Le Surréalisme au service de la révolution. En 1935, il participe à la première manifestation du groupe Rupture. Il restera membre du groupe surréaliste jusqu'en 1967.
En 1939, il refuse la mobilisation et se voit condamné à cinq ans de prison, puis il s'évade. Il est repris par les autorités de Vichy et est déporté par les Allemands au camp de Rawa-Ruska en Ukraine.
En 1945, il réintègre l'enseignement. En 1959, en opposition à la guerre d'Algérie, il réclame le droit à l'insoumission en signant le manifeste des 121. Il subit alors un interdit professionnel de cinq ans. Par la suite, il participe aux mouvements de Mai 68, mais s'en écarte après un désaccord avec certains syndicats.
Ami du peintre Yves Tanguy et du poète Benjamin Péret, il laisse derrière lui une œuvre poétique encore largement méconnue.
« Surréaliste révolutionnaire », il publie son premier recueil, Tranoir, en 1935. Suivront : Mais (1937), Le fil de la nuit, (1938), Ma tête a couper (1939), Au crible de la nuit (1948), À perte de vue (1958). Il y a toujours, dans les mailles de l'imagerie extrêmement insolite et parfois burlesque de ses poèmes, des propositions morales fort intelligibles.
« Jehan Mayoux fut l'un des acteurs les plus conséquents du surréalisme. Alors que bien des écrivains ont effectué un revirement à un moment opportun de leur carrière, il se fit le tenant d'une conception de la littérature qui privilégiait plus que tout la liberté et l'intégrité. Il faudra pourtant qu'un jour ses écrits sortent de la semi clandestinité dans laquelle ils sont relégués aujourd'hui, qu'ils occupent la place qui leur revient, au côté des textes de Breton, Péret, et de quelques autres. »

## Œuvres
- Traînoir, Dunkerque (1935)
- Ma tête à couper, GLM (1939)
- Au crible de la nuit, GLM (1948)
- André Breton et le surréalisme, Les cahiers de Contre-courant/Le libertaire, Revue de synthèse anarchiste, Le Havre, s.d[4].
- Œuvres complètes, Éditions Peralta, Ussel (1976)
- Traînoir. Le Fil de la nuit. Maïs. Autres poèmes..., Atelier de création libertaire (1997)
- La Rivière Aa / The Aa River, éd. bilingue (texte français et traduction anglaise par Alice Mayoux et Sandra Wright), présenté par Alice Mayoux, Bordeaux, William Blake and Co, 2020.

## Notices
- Dictionnaire biographique, mouvement ouvrier, mouvement social : notice biographique.
- L'Éphéméride anarchiste : notice biographique.